# Comuna Rujinți, Vidin
Obștina Rujinți (comuna Rujinți) este o unitate administrativă în regiunea Vidin din Bulgaria. Cuprinde un număr de 10 localități (sate). Reședința sa este satul Rujinți.

## Sate componente
- Belo Pole
- Cerno Pole
- Dinkovo
- Drajinți
- Drenoveț
- Ghiurghici
- Pleșiveț
- Rogleț
- Rujinți
- Topoloveț

## Demografie
Componența etnică a comunei Rujinți
     Romi (18,42%)
     Bulgari (79,88%)
     Nicio identificare (1,37%)
     Altele (0,7%)
La recensământul din 2011, populația comunei Rujinți era de 4.374 locuitori. Din punct de vedere etnic, majoritatea locuitorilor (79,88%) erau bulgari, cu o minoritate de romi (18,42%). Pentru 1,37% din locuitori nu este cunoscută apartenența etnică.